# Bifuku-dōri
Le Bifuku-dōri (美福通, Bifuku-dōri) est une voie du centre-ville de Kyoto, dans les arrondissements de Nakagyō et Kamigyō. Orientée nord-sud, elle débute au Marutamachi-dōri et termine au Sanjō-dōri (ja).

## Description

### Situation
Le Bifuku-dōri est une courte rue du centre de l'arrondissement de Nakagyō et sud de Kamigyō. Il commence dans les quartiers de Nakatsukasa-chō (中務町) et Shuzei-chō (主税町) et termine dans celui de Nishinokyōikenouchi-chō (西ノ京池ノ内町). La rue débute au Marutamachi-dōri et termine au Sanjō-dōri (ja) (三条通), deux importantes artères est-ouest de la ville. Certains considèrent que la rue existe seulement de Marutamachi à Oshikōji. Elle suit le Chiekōin-dōri (智恵光院通) et le Yashiro-dōri (矢城通) à l'est et précède le Bōjō-dōri (坊城通) et le Jōfukuji-dōri (浄福寺通) à l'ouest.
La circulation se fait dans les deux sens, mais la chaussée devient plus étroite après Oshikoji. La rue fait environ 1 kilomètre de long.

### Voies rencontrées
Du nord au sud, en sens unique. Les voies rencontrées de la droite sont mentionnées par (d), tandis que celles rencontrées de la gauche, par (g). Seules les rues ayant un nom sont listées.
1. Marutamachi-dōri (丸太町通)
2. Ikuhōkita-dōri (郁芳北通)
3. Ikuhō-dōri (郁芳通)
4. Ikuhōminami-dōri (郁芳南通)
5. Takeyamachi-dōri (竹屋町通)
6. Oshikōji-dōri (押小路通)
7. Oike-dōri (御池通)
8. Aneyakōji-dōri (姉小路通)
9. Sanjō-dōri (ja) (三条通)

- Sources : (ja) Université Ritsumeikan Asia Pacific (en), « 近代京都オーバーレイマップ », sur Art Research Center,‎ 2023 (consulté le 17 septembre 2023).

### Transports en commun
Les bus du réseau d'autobus de Kyoto (ja) ne circulent pas sur la rue. Cependant, dû à sa proximité avec Senbon, plusieurs arrêts sont très proches. Les stations du métro de Kyoto les plus proches sont gare de Nijō, conjointement desservie par la ligne Sagano de JR West, et Nijōjō-mae, toutes deux à cinq de marche sur Oike.
Les arrêts sur Senbon sont Senbon Sanjō / Suzaku Ritsumeikan (千本三条・朱雀立命館前), au carrefour de Senbon et Sanjō et près du campus Suzaku de l'Université de Ritsumeikan, Nijō Eki-mae (二条駅前), sur Senbon, devant la gare de Nijō, Senbon Kyūnijō (千本旧二条), coin Senbon et Kyūnijō, et Senbon Marutamachi (千本丸太町), à l'intersection des rues homonymes. Ces stations sont desservies par les lignes 6, 10, 15, 18, 46, 52, 55, 69, 93, 201, 202, 204, 206 et Spécial 18. L'extrémité nord de la rue est aussi proche de la station Marutamachi Chiekōin (丸太町智恵光院), desservie par les lignes 10, 93, 202 et 204.

## Odonymie
Le nom de la rue vient du Bifukumon (ja) (美福門), l'une des douze portes du palais Heian, située dans le coin sud-est, et accessible par l'avenue Mibu. Le nom Bifuku (美福) lui-même vient du fait qu'il a été construit en 794 le clan Mibu (ja) (壬生氏, Mibu-shi), et le nom a été déformé pour donner « Bifuku ». Au départ, la porte s'appelait le Mibumon (壬生門),. L'impératrice consert Fujiwara no Nariko (藤原 得子, 1117-1160), a notamment été surnommée Bifukumon-in (美福門院).
La plaque de rue, lorsque posée pour la première fois en 2008, portait le nom erroné de « Mifuku-dōri », le caractère « 美 » se prononçant plus souvent « Mi », mais l'erreur a depuis été corrigée.

## Histoire
La rue correspond à la partie nord de l'avenue Mibu (壬生大路, Mibu-ōji) durant l'époque de la ville impériale. Elle était aussi appelée avenue de la porte Bifuku (美福門大路, Bifukumon no ōji). La portion sud de cette ancienne rue correspond maintenant au Mibugawa-dōri (ja) (壬生川通). Cette ancienne rue faisait jusqu'à 30 mètres de large et permettait de rejoindre la porte Bifuku du palais impérial, et elle était la première rue à l'est de l'avenue Suzaku, principale artère nord-sud vers le palais. De nombreux établissements d'enseignements étaient établis entre Nijō et Sanjō, comme le Daigaku-ryō (大学寮), le Kōbun-in (ja) (弘文院) et le Kangaku-in (ja) (勧学院).

## Patrimoine et lieux d'intérêt

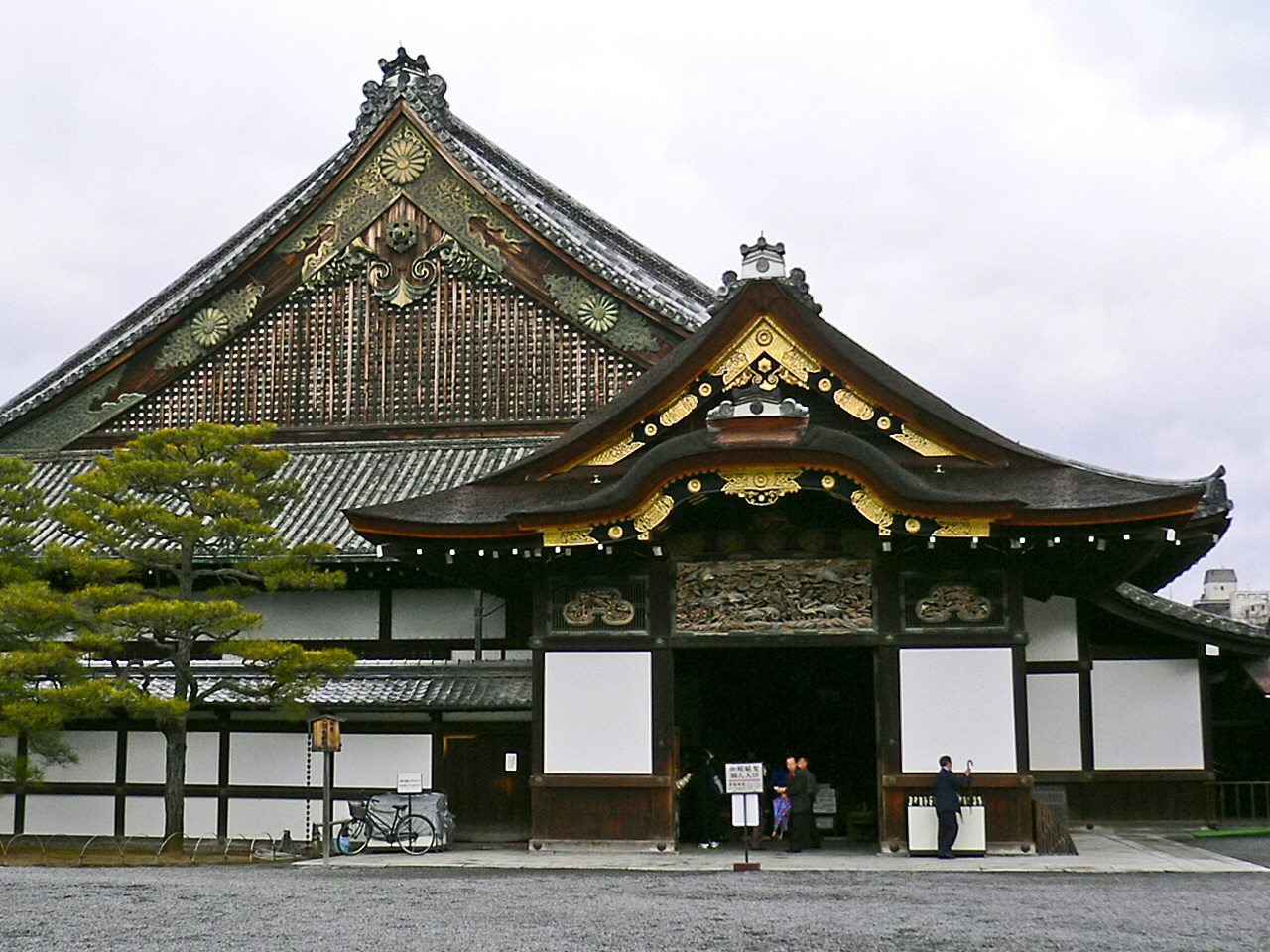
Bâtiment principal du château de Nijō.

À l'intersection avec Ikuhōkita se trouvent les anciens locaux de NHK Kyoto (ja), la branche de Kyoto de la chaîne de télévision nationale. Le parc Nijō (二条公園) est un parc public se trouvant du côté est de la rue, entre Ikuhō et Takeyamachi. Se tient maintenant dans le parc le sanctuaire Nue-daimyōjin (鵺大明神), ainsi que l'étang du Nue (鵺池, Nueike), au nord du parc. Dans la chronique du Dit des Heike, il est raconté qu'en 1153, l'empereur Konoe a été réveillé par un Nue dans le palais, créature mythique volante à la tête de singe, au corps d'un tanuki, au membres d'un tigre et à la queue d'un serpent. C'est alors le samouraï et archer aguerri Minamoto no Yorimasa qui arrive et plante une flèche en plein cœur de la créature, la tuant. Il est raconté que la flèche ensanglantée s'est logée dans l'étang, qui a depuis été agrandi et rénové. La rue longe les douves du château de Nijō (二条城) de Takeyamachi à Oshikōji,. Dans le coin nord-est de l'intersection avec Oshikōji se trouve la stèle commémorant l'Ancienne salle de cinéma du château de Nijō (二条城撮影所), l'une des premières dans la ville.
Les studios de la compagnie théâtrale Europe Kikaku (ja) (ヨーロッパ企画) se trouve sur la rue, du côté ouest juste au nord d'Oike. On trouve aussi quelques magasins et boutiques spécialisées. Les bains publics Nagaike-yu (長池湯) se trouvent juste au nord d'Aneyakōji, côté ouest.